# Melancia de Kherson

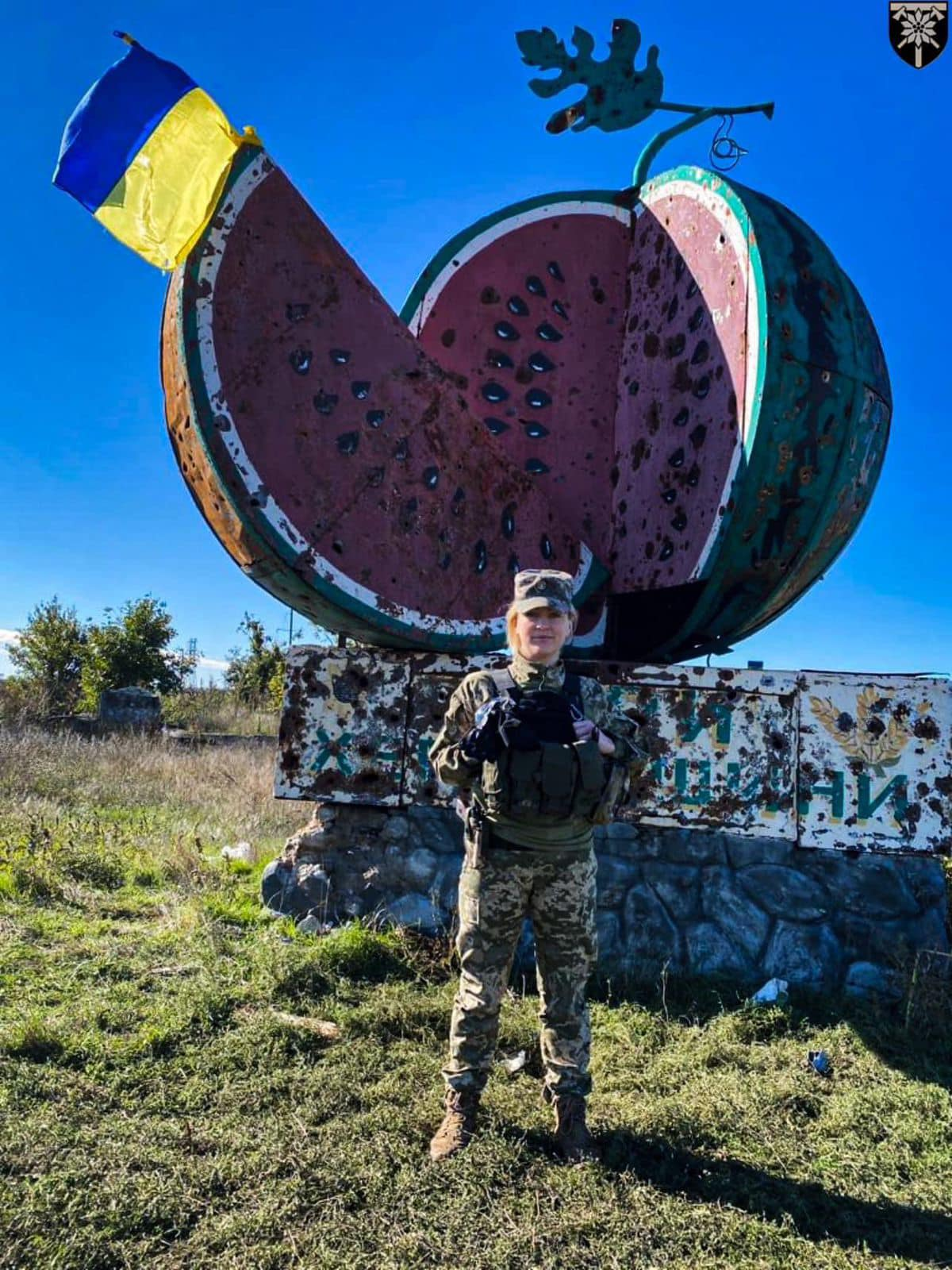
Uma soldado da 128ª Brigada de Assalto de Montanha "Zakarpattia" em frente ao Monumento à Melância perto de Osokorivka, em outubro de 2022.

A melancia é um símbolo da região do Oblast de Kherson, na Ucrânia. Mais de 50% das melancias na Ucrânia são produzidas na região de Kherson e enviadas rio acima para Kiev.

## História
Acredita-se que as melancias foram introduzidas pelos tártaros da Crimeia — um grupo étnico turco e um povo indígena da Crimeia — antes do século XVIII. Durante a Segunda Guerra Mundial, os moradores da região de Kherson faziam melaço ou geleia de melancias fervidas, quando havia restrições ao uso de açúcar. Antes da invasão russa da Ucrânia, que começou em 2022, uma tradição anual era televisionada, com uma barcaça cheia de melancias saindo de Kherson para Kiev ao longo do rio Dnieper.

### Invasão russa
Durante a invasão russa da Ucrânia e a subsequente ocupação russa, os agricultores da região, que normalmente produziam melancias, não conseguiram mais fazê-lo. A melancia tornou-se um símbolo de Kherson. No estande ucraniano na COP27, uma melancia foi exibida com uma bandeira ucraniana. O presidente da Ucrânia, Volodymyr Zelenskyy, brincou ao chegar à recém-libertada Kherson em novembro de 2022, dizendo que viajou para lá porque "queria uma melancia". A Ukrposhta, empresa nacional ucraniana de serviços postais, lançou selos com o tema melancia em comemoração à libertação de Kherson.